# Mehit
Mehit ist eine Göttin in der ägyptischen Mythologie.

## Darstellung
Mehit wurde in der Frühdynastik als ruhende Löwin mit drei oder vier gebogenen Stangen im Rücken dargestellt. Seit dem Neuen Reich wurde sie als löwenköpfige Frau mit Atef-Krone präsentiert.

## Belege
Mehit erscheint in der Prä- und Frühdynastik auf zahlreichen Elfenbeinartefakten und Tonsiegeln, meist gemeinsam mit der ikonografischen Darstellung des schilfmattengeschmückten Schreins als Symbol für das ägyptische Königshaus.

## Kult und Bedeutung
Als Kultorte sind vorwiegend das östliche Behdet und Thinis bekannt. An beiden Orten wurde Mehit zusammen mit ihrem Gemahl Anhor, dem Stadtgott von Thinis, verehrt. Aber auch in Edfu, Abydos, Sebennytos und im Tempel von Hibis fand die Göttin Verehrung.
Als Gemahlin des Onuris stand sie ihrem Gatten als Kämpferin zur Seite. Dabei wurde sie oft mit der feuerspeienden Uräusschlange, dem Auge des Re, gleichgesetzt. Ihre Bedeutung in der ägyptischen Mythologie ist eng mit den Kultorten verbunden: So erfolgte eine Gleichsetzung mit der Göttin Tefnut, was in Edfu eine Verschmelzung mit den Göttinnen Hathor und Sachmet zur Folge hatte.